# جائزة دائرة نقاد الكتاب الوطنية
جوائز دائرة نقاد الكتاب الوطنية
(بالإنجليزية: National Book Critics Circle Awards)‏
هي جوائز دائرة نقاد الكتب الوطنية هي مجموعة من الجوائز الأدبية الأمريكية السنوية من قبل دائرة نقاد الكتاب الوطنية (NBCC) للترويج لـ«أفضل الكتب والمراجعات المنشورة باللغة الإنجليزية». تم الإعلان عن أول جوائز وتقديمها في 16 يناير 1976.

## وصلات خارجية
- الموقع الرسمي (بالإنجليزية)
- "القائمة الكاملة للفائزين والمرشحين النهائيين لبنك البحرين الوطني". دائرة نقاد الكتاب الوطنية. مؤرشف من الأصل في 2023-05-25. اطلع عليه بتاريخ 2020-04-13. (بالإنجليزية)